# Mojmír Otruba
Mojmír Otruba (18. září 1923, Mladá Boleslav - 8. června 2003, Praha) byl český literární historik a teoretik. Věnoval se zejména národnímu obrození, obzvláště osobnosti Josefa Kajetána Tyla. Řadu prací připravil ve spolupráci s Miroslavem Kačerem.

## Život
Narodil se v rodině učitele. Maturoval roku 1942 na klasickém gymnáziu v Mladé Boleslavi. Protože vysoké školy byly za okupace zavřené, vyučil se poté knihařem. Byl činný i v protiněmeckém odboji, v letech 1944–1945 byl vězněn. Po osvobození vystudoval slovanskou, klasickou a germánskou filologii na Filozofické fakultě Univerzity Karlovy. Roku 1949 získal doktorát, když obhájil práci o Otokaru Fischerovi, roku 1958 titul kandidát věd za práci o Tylovi, v roce 1993 přidal titul doktor věd za práci o intertextualitě. V letech 1948–1950 pracoval na Československém svazu bojovníků za svobodu, v letech 1951–1952 na ministerstvu školství a kultury, kde především připravoval trvalou expozici české literatury v Památníku národního písemnictví. Poté v letech 1952-1985 pracoval v Ústavu pro českou literaturu. V 60. letech se v nakladatelství Melantrich podílel na formování edice Odkazy pokrokových osobností naší minulosti. Od roku 1972 působil jako člen redakce Lexikonu české literatury. V letech 1968–1970 byl redaktorem časopisu Světová literatura. Přestože v roce 1985 odešel do důchodu, zůstal s Ústavem ve spojení a v letech 1990–1992 byl předsedou jeho vědecké rady. Po listopadu 1989 byl rovněž členem redakční rady Sebraných spisů Tomáše Garrigua Masaryka. V roce 1994 obdržel Literární cenu nadace Českého literárního fondu za knihu studií Znaky a hodnoty. V roce 2002 mu Akademie věd udělila medaili Josefa Dobrovského.
Monografii věnoval Tylovi a Boženě Němcové. Krom vědecké práce publikoval verše a fejetony v regionálním tisku, roku 1948 vydal i knihu povídek. 
Jeho manželkou byla literární historička Zina Trochová.